# 불곰영웅 밤세: 도둑들의 도시
불곰영웅 밤세: 도둑들의 도시(Bamse och tjuvstaden, Bamse and the City of Thieves)는 스웨덴에서 제작된 크리스티앙 릴테니우스 감독의 2014년 애니메이션, 가족 영화이다. 피터 하베르 등이 주연으로 출연하였다.

## 출연

### 주연
- 피터 하베르
- 모건 앨링
- 레이프 앤드리

## 제작진
- 원작자: 루네 안드레아손